# 1 E2 m
1 E2 mは、
「長さの比較」の下位項目の一つで、100 m以上 1000 m未満の事物をより詳細に扱った、比較昇順表である。

## はじめに
用語解説
- 総高、総全高、総高さ　ground overall height, maximum overall height, etc.
基本として、最も伸長した状態のときの対象構造物の最高点と水平接地面の垂直距離を指す。
- 全高　overall height, maximum height, height to tip, total xxxxxx height, etc.　/ height(max), etc.
基本として、対象構造物の最高点と水平接地面の垂直距離、すなわち、地上高を指す。一般建造物の場合は、アンテナなど構造物の最高所にある設備（付属突出物）の頂点と、構造物の水平接地面との垂直距離を指す。立体像であれば、人の手で加工された構造物全体の高さを意味する（例：ニューヨークの自由の女神像の全高）。構造物の一部を成すよう加工されていない自然物はこれを含まず、例えば自然地形の丘や山に建つ像であるならば、全高に丘や山の高さは含まれない（例：コルコバードのキリスト像）。また、磨崖像（崖を削って造った像）であれば、削り残した部分は含まれない（例：バーミヤンの大仏）。ただし、ビルディング等の大規模施設の上に像が建っているような場合、下部施設の高さを全高に含むかどうかは不明瞭である（例：魯山大仏は下部施設を含む全高で「世界一高い」と言われているが、下部施設が低層と言えないもっと背の高い建築物であった場合、係る基準は破綻する）。また、オートバイの場合、本体を構成する部品で最も地上高の高い地点が最高点とされており、ミラーのような付属部品の高さは全高に含まれない。
なお、本項では、接地しない用途の構造物でも、接地した場合を想定する。
- 軒高　eaves height, roof height, height to roof, etc.　/ roof, etc.
建造物（主に建築物）の実質構造物本体の最高点と、水平接地面との垂直距離。
- 尖塔高　spire height, etc.　/ spire, etc.
先端が尖った構造を持った屹立物の、最高点と、水平接地面との垂直距離。全高が軒高と異なる場合、明確に表すために用いられることが多い。
- 像高　height of xxxxxx statue, statue height, etc.　/ height, etc.
立体像の本体の最高点と最低面（あるいは最低点）の垂直距離。

その他
- 「1 E1 m」の「メートル換算問題」も参照のこと。

本項での決め事
- 100 mと100.00 mは精度において異なる数値であり、みだりに概算化しない。例えば、11.312 mと公表されている鎌倉大仏の像高を11.3 mなどと省略しない。やむなく概算値とする場合（例：328.08398950131234 ft→ 328.08 ft）やもともと概算値である場合は、「約」などでその旨を明示する。
- すでに死や絶滅を迎えた存在であることを示すために人名や生物種名に冠される短剣符（†）を、現存しない物（例：相国寺七重塔）、および、原形を想像できないほど変化してしまった物に対しても用いることとする。なお、遺跡は遺跡として現存しているのであるから、係る定義には当たらない。また、一過性の事象は対象外である。
- 「史上第2位・世界一の▲▲▲・▽▽▽、●●●。」は、「その分野の歴史上で第2位、現在の世界で第1位として存在する、▲▲▲であり、より詳しくは▽▽▽であるが、同時に●●●でもある。」という意味。

## 比較昇順表
▲ 1 E1 m （100 m 未満）
| 値          | 事物と解説 |
| ----------- | --- |
| 100 m       | 1 ヘクトメートル (1 hm) |
| 100 m       | 約328.08 フィート (328.08398950131234 ft) |
| 100 m       | 109.36 ヤード (109.36 yd) |
| 100 m       | 面積1 ヘクタール (1 ha) の正方形の一辺 |
| 100 m       | 中波の最短波長 (3 MHz) |
| 100 m       | 100メートル競走 |
| 100 m       | 牛久大仏（全高と像高で世界第3位の立像・仏像。像高で史上第1位・世界一の銅像）の像高 （cf. 台座［高さ10 mの蓮華座を含む］を含む全高は120 m）                                                                                      |
| 約100 m     | ストーンヘンジの直径（地上高は6.7 m） |
| 103 m       | 通天閣（2代目）（大阪市の展望塔）の全高（尖塔高）（軒高は100 m） |
| 104 m       | †ネーミ船（ローマ皇帝カリグラが造らせたカリグラ船2艘のうちの1艘。古代における世界最大・最長の船）の全長 |
| 100 - 110 m | 国際大会におけるサッカーのフィールドの長辺の長さ（cf. 長辺105 m 前後［最小100 m、最大110 m］× 短辺69.5 m 前後［最小64 m、最大75 m］。長辺の中間数値：105 m）                                                                    |
| 106 m       | 上海図書館（高さ世界一の図書館棟）の全高 |
| 108 m       | 魯山大仏（全高で史上第1位・世界一、像高で史上第2位・世界第2位の立像・仏像）の像高 （cf. 蓮華座を含めた高さは128 m。下部施設も含めた全高は208 m）                                                                                |
| 109.09 m    | 1 町 |
| 109.1 m     | †相国寺七重塔（史上最も高かった日本様式の仏塔・日本の木造建築物）の全高（尖塔高） （高さ360尺［109.090909 m］） |
| 109.73 m    | アメリカンフットボールのフィールドの長辺の長さ（サイドラインの長さ。エンドライン間の距離） （cf. 長辺 120 yd ［約109.73 m］× 短辺 53 yd 1 ft ［約48.78 m］）                                                                    |
| 110 m       | 110メートルハードル |
| 110 m       | エリクソン・グローブ（旧称：ストックホルム・グローブ・アリーナ）（世界最大の球体建築物）の直径 （cf. 内部の高さは85 m） |
| 110.6 m     | サターンVロケット（史上最大の宇宙ロケット）の全長 |
| 115.61 m    | ハイペリオン（現生で世界一高い木。セコイア［Sequoia sempervirens］の一個体）の高さ |
| 116 m       | レイチュンセッチャー大仏（像高で史上第1位・世界一、全高で史上第2位・世界第2位の立像・仏像）の像高（高さ13.5 mの台座を含めた全高は129.5 m）                                                                                      |
| 120 m       | 白馬ジャンプ競技場のラージヒルのK点（スキージャンプ） |
| 約120 m     | †永寧寺塔（別名：永寧寺九重塔、河南洛陽永寧寺木塔、ほか）（史上最も高かった可能性がある木造仏塔・中国様式の木造仏塔・中国の木製建造物）の、有力説による推定全高 （最小説では90 m前後、最大説では約300 m）                       |
| 120.45 m    | プラ・パトムチェーディー（高さ世界一の仏塔）の全高（尖塔高） |
| 122 m       | 東京ドームの長径（別項「面積の比較」「東京ドーム (単位)」も参照） |
| 130 m       | ヘニンガー塔（高さ世界一のサイロ）の全高 |
| 131.00 m    | 京都タワー（高さ世界一の無鉄骨塔）の全高 |
| 132.2 m     | スワンナプーム国際空港の管制塔（高さ世界一の航空管制塔）の全高 |
| 115 - 150 m | †アレクサンドリアの大灯台の推定全高（中間数値：132.5 m） |
| 133 m       | 那智滝（日本三名瀑の一つ）の落差 |
| 133 m       | ジッダ灯台（世界一高い現存の灯台）の全高 |
| 133.5 m     | ノアの方舟（旧約聖書の『創世記』に登場する伝説の巨船）の全長の換算例 （cf. 長さ300キュビト × 幅50キュビト × 高さ30キュビト［全長133.5 m × 全幅22.2 m × 全高13.3 m］）                                                           |
| 138 m       | サン・ピエトロ大聖堂（世界最大規模のキリスト教建築物）の全高 |
| 約139.00 m  | キンダ・カ（全高と落差で史上第1位・世界一のローラーコースター）の全高 （全高456 ft ［138.9888 m］。最大落差418 ft ［127.4064 m］）                                                                                              |
| 143 m       | ガイズ・ホスピタル棟（高さ世界一の病院棟）の全高 |
| 146.5 m     | ギザの大ピラミッド（クフ王のピラミッド。史上最も長く世界一高い建造物であり続けた建造物）の完成当時の全高（現在値は138.74 m） |
| 147 m前後   | †鄭和の宝船（ほうせん）の推定全長（約44丈= 約146.666652 m） |
| 150 m       | メトロポール・パラソル（ヨーロッパ最大の木製建造物）の全長 （cf. 全高28.50 m。敷地面積18,000 m²、建築面積5000 m²、延床面積12670 m²）                                                                                            |
| 160 m       | †戦艦ドレッドノート（元祖「ド級艦〈弩級艦〉」）の全長 |
| 161.53 m    | ウルム大聖堂（史上最も高いゴシック様式の建造物・教会塔）の全高 |
| 165 m       | あたご型護衛艦（イージス艦、ミサイル護衛艦）の全長 |
| 165 m       | シンガポール・フライヤー（史上最大・最高の観覧車）の全高 |
| 167.5 m     | モーレ・アントネリアーナ（史上最も背の高い博物館）の全高（尖塔高）（軒高［屋根の頂上の高さ］は121 m） |
| 169.294 m   | ワシントン記念塔の全高 |
| 172.8 m     | タイフーン型原子力潜水艦（史上最大・最長の潜水艦。TK-208 ドミートリー・ドンスコイ以下同型7隻）の全長 |
| 173 m       | シカゴ・テンプル・ビルディング（史上最も高い宗教専用建築物・キリスト教建造物）の全高 （軒高は不明） |
| 178 m       | 大館樹海ドーム（日本最大・最長の木造建築物）の長径 （cf. 短径157 m、全高57 m、延床面積24,672 m²。1997年竣工） |
| 180 m       | カートランド空軍基地のATLAS-I（高さ世界一の木製建造物・フライトシミュレーター施設）の全高 |
| 187.1 m     | 国道174号（日本最短の国道）の長さ |
| 187.5 m     | AMラジオ放送で最も周波数が高い1,620 kHzの波長 |
| 188 m       | コロッセオ（古代ローマの円形闘技場）の長径 |
| 192 m       | ゲートウェイ・アーチ（高さ世界一のモニュメント）の全高と全幅 |
| 200 m       | 200メートル競走 |
| 200 m       | ニーダーオーセム火力発電所の冷却塔（高さ世界一の冷却塔）の全高 |
| 約200 m     | 火縄銃の有効射程距離の上限（戊辰戦争時） |
| 約200 m     | †原町無線塔（依佐美送信所の鉄塔が建造される以前に日本一高かった建築物・鉄塔・電波塔）の全高 |
| 203.65 m    | モード学園コクーンタワー（規模と軒高で史上第1位・世界一、全高で世界第2位の教育専用建築物・学校施設建築物）の全高（軒高191.83 m。地上50階、地下3階、塔屋2階。延べ床面積80,865.42 m²）                                            |
| 210 m       | ハサン2世モスクのミナレット（高さ世界一のミナレット）の全高 |
| 213.5 m     | G1タワー（高さ世界一のエレベーター研究施設塔）の全高 |
| 214 m       | ヒトの潜水可能深度（素潜り潜水競技）（水深214 m） |
| 211.5 m     | サン・ピエトロ大聖堂（世界最大規模のキリスト教建築物）の全長 |
| 223 m       | カールトン・センター（アフリカで最も高い建築物）の全高（軒高も同じ） |
| 230 m       | マカオ・タワーのバンジージャンプ施設（世界一高いバンジージャンプ施設）の地上高 |
| 235 m       | モスクワ大学中央校舎ビル（全高で史上第1位・世界一の教育専用建築物・学校施設建築物・大学校舎）の全高（尖塔高）（軒高は183.2 m）                                                                                                  |
| 239 m       | スキージャンプの最長飛距離（ビヨーン・アイナール・ローモーレンが2005年に記録） |
| 244 m       | †ヒンデンブルク級飛行船（LZ 129 ヒンデンブルクで広く知られる旅客輸送用巨大硬式飛行船。史上最大・最長の航空機・飛行船）の全長 |
| 245.1 m     | JRセントラルタワーズ・オフィス棟（世界一背の高い駅ビル）の全高（軒高も同じ）（cf. オフィス棟とホテル棟からなるJRセントラルタワーズ［延べ床面積41万6565 m²］は世界最大の駅ビルでもある）                                         |
| 約250 m     | †依佐美送信所の鉄塔（東京タワー建造以前にアジア一・日本一高かった建造物・鉄塔・電波塔）の全高（尖塔高） |
| 260 m       | ファハド王の噴水（噴上能力世界一の噴水）の噴上高度 |
| 263.0 m     | †大和型戦艦（史上最大の戦艦。大和・武蔵の同型2隻）の全長（異説では279.0 m） |
| 269.1 m     | †オリンピック級客船タイタニック（歴史的海難事故を起こした旅客船）の全長 |
| 270.54 m    | アイオワ級戦艦ニュージャージー（史上最長の戦艦）の全長 |
| 288.6 m     | コンスティテューション級航宙艦U.S.S.エンタープライズ NCC-1701-A（jp. スタートレック・シリーズの第1作に登場する架空の恒星間宇宙船［スターシップ］）の全長                                                                        |
| 293 m       | トランプオーシャンクラブ・インターナショナル・ホテル・アンド・タワー（南アメリカで最も高い建築物）の全高（軒高は284 m） |
| 295.8 m     | 横浜ランドマークタワーの全高（軒高も同じ） |
| 300.0 m     | ヌレークダム（現在稼動中の堤高世界一のダム）の堤高 |
| 314 m       | †旅客船クイーン・エリザベス（1940年以降56年間にわたって世界最大であった旅客船）の全長 |
| 324.0 m     | エッフェル塔（1889-1958年の間、世界一高かった塔・自立塔・自立型鉄塔。世界一高い錬鉄製鉄塔）の全高 （軒高は300.65 m） |
| 326.75 m    | ティラムック航空博物館（史上最大・最長の木造建築物。元・飛行船格納庫）の全長 （全長1,072 ft ［326.7456 m］、全幅296 ft ［90.2208 m］、面積6 ac ［24,281.1385 m²］）                                                             |
| 330 m       | 東京駅ビル本棟の全長 |
| 332.6 m     | 東京タワー（1958-1967年の間、世界一高かった自立塔・自立型鉄塔・自立型電波塔。1958-1963年と1998-2010年の間、日本一高かった建造物）の全高                                                                                         |
| 333 m       | ニミッツ級航空母艦（史上最大・世界最大の常設軍艦・航空母艦。1番艦ニミッツ以下同型10隻）の全長 （最大排水量102,000 t余。cf. 最長は342 mのエンタープライズ級航空母艦）                                                            |
| 343 m       | ミヨー橋（全高が世界一高い橋）の一番高い第2主塔の全高 |
| 346.18 m    | 音が標準状態の乾燥大気 (SATP) 中で1秒間に進む距離（音速） |
| 346.5 m     | 中国江蘇省の長江を挟む江陰市-靖江市間に2004年11月竣工した500KV送電線鉄塔 (en)（世界一背の高い送電塔）の全高 |
| 350 m       | 称名滝（日本最大の落差で知られる滝）の落差 |
| 350 m       | ロングボウの有効射程距離の上限 |
| 361.81 m    | オアシス級クルーズ客船アルーア・オブ・ザ・シーズ（世界最大・最長の旅客船）の全長 (1,187.050 ft ［361.81284 m］) |
| 362.0 m     | ヴァーレ・ブラジル級撒積貨物船（世界最大・最長の撒積貨物船。1番船ヴァーレ・ブラジル以下同型3隻）の全長 |
| 380.00 m    | TI級石油タンカー（世界最大・最長の浮体式生産貯蔵積出設備［FSO］。FSO Africa ［TI Africa］と FSO Asia ［TI Asia］の同型2隻）の全長                                                                                               |
| 397.71 m    | マースクE級コンテナ船（世界最大・最長の貨物船・コンテナ船。1番船エマ・マースク以下同型8隻）の全長 |
| 400 m       | 400メートル競走 |
| 400 m       | ディモナ・レーダー施設のレーダー塔（高さ世界一のレーダー塔）の全高 |
| 約400 m     | 和弓の射程距離のおよその上限（尋矢［射流し競技］の世界記録） |
| 419.7 m     | エキバストス第二発電所の煙突（世界一高い煙突・排ガス煙道）の全高 |
| 423 m       | 田沢湖（日本最深の湖）の最大水深 |
| 431 m       | アメリカ国防総省本部庁舎「ペンタゴン」（世界最大のオフィスビル・庁舎）の全長 （cf. 五角形の建物の一辺の長さは281 m） |
| 433 m       | 新幹線700系電車1編成（16両）の長さ |
| 448.7 m     | エンパイア・ステート・ビルディングの全高（軒高は381.0 m） |
| 451.9 m     | ペトロナス・ツインタワー（高さで史上第1位・世界一の並立型建造物）の全高（軒高は378.6 m） |
| 458.45 m    | ノック・ネヴィス（世界最大・最長の船舶・タンカー）の全長 |
| 460 m       | アシカ科の最深潜水記録（ニュージーランドアシカ）（水深460 m） |
| 486 m       | 大仙陵古墳（仁徳天皇陵）の全長 |
| 492.3 m     | 上海環球金融中心（全高で世界第5位、軒高で世界第3位の超高層ビル）の全高（軒高は474.0 m） |
| 509.2 m     | 台北101（全高と軒高で世界第4位の超高層ビル）の全高（軒高は449.2 m） |
| 524 m       | リツヤ湾大津波（広義の津波における、観測史上最大の津波）の推定波高（最大遡上高は約500 m） |
| 527.00 m    | ウィリス・タワー（旧称：シアーズ・タワー。全高で世界第3位、軒高で世界第5位の超高層ビル）の全高 （軒高は442.3 m） |
| 534 m       | ヒトの潜水可能深度（自然環境下［深海］で飽和潜水。1988年、フランス）（水深534 m） |
| 540 m       | 小惑星イトカワの長さ |
| 540 m       | オスタンキノ・タワー（全高で世界第6位の現存自立型建造物）の全高 |
| 541.3 m     | 1 ワールドトレードセンター（旧称：フリーダムタワー）（ワールドトレードセンター・ビル跡地に2013年完成予定のビル）の全高（軒高は417 m）                                                                                           |
| 553.33 m    | CNタワー（1976-2007年の間、世界一高かった自立型建造物。全高で世界第5位の現存自立型建造物。北アメリカで最も高い建築物）の全高（軒高は447.2 m）                                                                                   |
| 560 m       | 四渡河特大橋（橋梁床の地上高が世界一高い橋［橋の下の谷底が世界で最も深い橋］）の橋梁床の地上高（cf. 全長は900 m） |
| 563.9 m     | ペンギン（潜水能力が最も高い鳥類）の最深潜水記録（コウテイペンギン、1994年測定）（水深1,850 ft ［563.9 m］、20分。ただし、限界深度ではない）                                                                                    |
| 564.97 m    | AMラジオ放送で最も周波数が低い 531 kHzの波長 |
| 600.0 m     | 広州塔（全高で世界第4位の現存自立型建造物。史上2番目に高い自立塔・自立型鉄塔・自立型電波塔。中国史上最も高い建造物）の全高（軒高は454.0 m）                                                                                     |
| 601.0 m     | メッカ・ロイヤル・ホテル・クロック・タワー（世界一背の高いホテル棟。世界一背の高い時計塔。全高と軒高で世界第2位の超高層ビル。全高で世界第3位の現存自立型建造物）の全高（軒高は530 m）                                           |
| 609.9 m     | 石油プラットフォーム「ペトロニアス」（全高で史上第1位・世界一の石油プラットフォーム）の全高 |
| 618.00 m    | ペントミニアム（建設中の、世界で最も高い住宅専用ビル［レジデンシャル・ビルディング］）の全高 （軒高は515.95 m。最上階床高は468 m。2013年竣工予定）                                                                              |
| 623 m       | †ミュールアッカー・木製ラジオ塔（ミュールアッカー送信局の木製電波塔）（史上最も背の高かった木製建造物・木塔・支線型木製建造物）の全高（2004年撤去）                                                                             |
| 628.8 m     | KVLY-TV塔（世界一高い支線型塔・支線型鉄塔・支線型電波塔）の全高 |
| 634 m       | 東京スカイツリー（史上最も高い自立塔・自立型鉄塔・自立型電波塔。史上第2位で現在世界一高い電波塔。全高で史上第3位・世界第2位の建造物。全高で史上第2位・世界第2位の自立型建造物。日本史上最も高い建造物）の全高（軒高は470.97 m） |
| 636.0 m     | ブルジュ・ハリーファの軒高（※詳細については 828.0 mの記述を見よ） |
| 646.38 m    | †ワルシャワ・ラジオ塔（1991年に倒壊するまで世界一高かった建造物・塔・鉄塔・電波塔［全て現在も史上第2位］）の全高 |
| 658.7 m     | 新潟競馬場の芝外回りコースにおける直線距離。 |
| 701 m       | ヒトの潜水可能深度（人工的環境下で飽和潜水。1992年、フランス）（水深701 m） |
| 800 m       | 800メートル競走 |
| 828.0 m     | ブルジュ・ハリーファの全高（史上最も高い建造物・建築物・超高層ビル。世界一高い現存建造物。階数世界最多の建築物）の全高（全高・軒高とも世界一）                                                                                  |
| 979 m       | エンジェルフォール（落差世界一の滝）の落差 |

▼ 1 E3 m （1000 m 以上）

## 分野別一覧
掲載した事物を分野別・昇順でまとめる。
- 自然、自然現象等
中波の最短波長、那智滝、1,620 kHzの波長、音速、称名滝、田沢湖の水深、リツヤ湾大津波、小惑星イトカワ、531 kHzの波長、エンジェルフォール。
- 生物
ハイペリオン。
- 生物の能力
アシカ科の最深潜水記録、ペンギンの最深潜水記録。
  - ヒトの能力
ヒトの潜水可能深度（素潜り潜水競技）、スキージャンプ最長飛距離、ヒトの潜水可能深度（深海で飽和潜水）、ヒトの潜水可能深度（人工的環境下で飽和潜水）。
- 運動に関する規定等
100メートル競走、国際大会におけるサッカーのフィールドの長辺、アメリカンフットボールのフィールドの長辺、110メートルハードル、白馬ジャンプ競技場ラージヒルK点、200メートル競走、400メートル競走、800メートル競走。
- 建造物
  - 像
牛久大仏、魯山大仏、レイチュンセッチャー大仏。
  - 像以外の建造物
ストーンヘンジ、通天閣、上海図書館、相国寺七重塔、エリクソン・グローブ、永寧寺塔、プラ・パトムチェーディー、東京ドーム、ヘニンガー塔、京都タワー、スワンナプーム国際空港の管制塔、アレクサンドリアの大灯台、ジッダ灯台、サン・ピエトロ大聖堂の全高、キンダ・カ、ガイズ・ホスピタル棟、ギザの大ピラミッド、メトロポール・パラソル、ウルム大聖堂、シンガポール・フライヤー、モーレ・アントネリアーナ、ワシントン記念塔、シカゴ・テンプル・ビルディング、大館樹海ドームの長径、カートランド空軍基地のATLAS-I、コロッセオ、ゲートウェイ・アーチ、ニーダーオーセム火力発電所の冷却塔、原町無線塔、モード学園コクーンタワー、ハサン2世モスクのミナレット、G1タワー、サン・ピエトロ大聖堂の全長、カールトン・センター、モスクワ大学中央校舎ビル、JRセントラルタワーズ・オフィス棟、依佐美送信所の鉄塔、キングファハド噴水、トランプオーシャンクラブ・インターナショナル・ホテル・アンド・タワー、横浜ランドマークタワー、ヌレークダム、エッフェル塔、ティラムック航空博物館、東京駅ビル、東京タワー、ミヨー橋、中国江蘇省の500KV送電線鉄塔、ディモナ・レーダー施設のレーダー塔、エキバストス第二発電所の煙突、ペンタゴン、エンパイア・ステート・ビルディング、ペトロナス・ツインタワー、大仙陵古墳（仁徳天皇陵）、上海環球金融中心、台北101、ウィリス・タワー、オスタンキノ・タワー、1 ワールドトレードセンター、CNタワー、四渡河特大橋、広州塔、メッカ・ロイヤル・ホテル・クロック・タワー、石油プラットフォーム「ペトロニアス」、ペントミニアム、ミュールアッカー・木製ラジオ塔、KVLY-TV塔、東京スカイツリー、ブルジュ・ハリーファの軒高、ワルシャワ・ラジオ塔、ブルジュ・ハリーファの全高。
- 陸の移動
国道174号、新幹線700系電車1編成。
- 水域の移動
ネーミ船、ノアの方舟（伝説的存在）、鄭和の宝船、戦艦ドレッドノート、あたご型護衛艦、タイフーン型原子力潜水艦、大和型戦艦、オリンピック級客船タイタニック、アイオワ級戦艦ニュージャージー、旅客船クイーン・エリザベス、ニミッツ級航空母艦、オアシス級クルーズ客船アリュール・オブ・ザ・シーズ、ヴァーレ・ブラジル級撒積貨物船、TI級石油タンカー、マースクE級コンテナ船、ノック・ネヴィス。
- 空と宇宙の移動
サターンVロケット、ヒンデンブルク級飛行船、コンスティテューション級航宙艦U.S.S.エンタープライズ NCC-1701-A（架空の存在）。
- 射程
火縄銃の有効射程距離上限（戊辰戦争時）、ロングボウの有効射程距離上限、和弓の射程距離上限。
- 架空の存在
コンスティテューション級航宙艦U.S.S.エンタープライズ NCC-1701-A。
- その他
マカオ・タワーのバンジージャンプ施設。